# Alice Ottosson
Alice Ottosson, senare Karlsson, är en svensk före detta friidrottare (längdhoppare). Hon tävlade för klubbarna IFK Norrköping och Norrköpings Kvinnliga IK. 